# The Indians
The Indians est un petit archipel d'îlots inhabité faisant partie des îles Vierges britanniques dans les Caraïbes. Il est situé à l'ouest de l'île britannique Pelican Island et au sud de Flanagan Island, une île américaine.
Il est situé au sud de l'île britannique Tortola et à l'est de la Saint John Island américaine.
Son nom provient de la ressemblance des îlots avec la coiffe d'un chef amérindien.
The Indians est aussi reconnu pour être le deuxième site de plongée sous-marine en importance des îles Vierges britanniques après le site du naufrage du RMS Rhone. La partie moins profonde des Indians est aussi un site de plongée libre très apprécié car les bateaux peuvent jeter l'ancre à l'abri du vent grâce à Pelican Island.